# ベトナムの音楽
ベトナムの音楽（ベトナムのおんがく）には、伝統の宮廷音楽もあれば、民謡もあれば、現代のポピュラーミュージックもある。
ベトナムの音楽は、（他の多くの国の音楽同様に）国内外からの文化的影響を多分に受けてきた歴史があり、とても多様で混合的な音楽文化体系となっている。

## 歴史

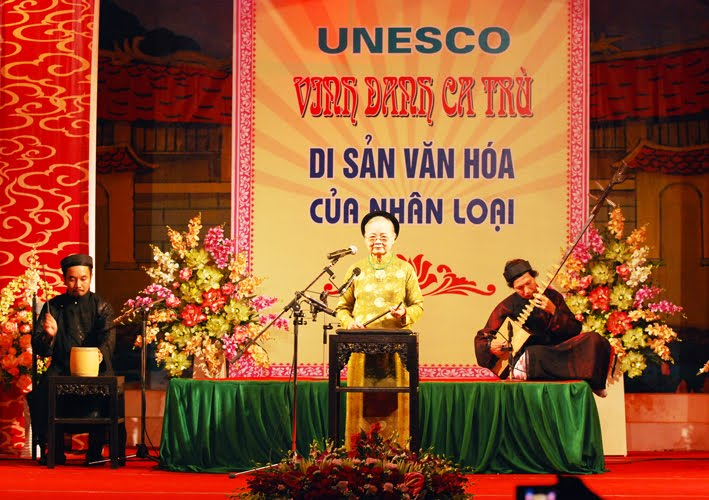
カチュ(Ca trù) ベトナム北部の古典室内楽。2009年にユネスコの無形文化遺産に登録された。

歴史的には、中国の音楽文化からの影響が大きく、その存在は不可欠であった。（なお、同様のことはベトナムの音楽だけでなく、韓国、モンゴル、日本の音楽についても言える ）。チャンパ王国時代の音楽文化もまた、現在のベトナムの音楽に対して幾らかの影響を残している。

## 宮廷音楽

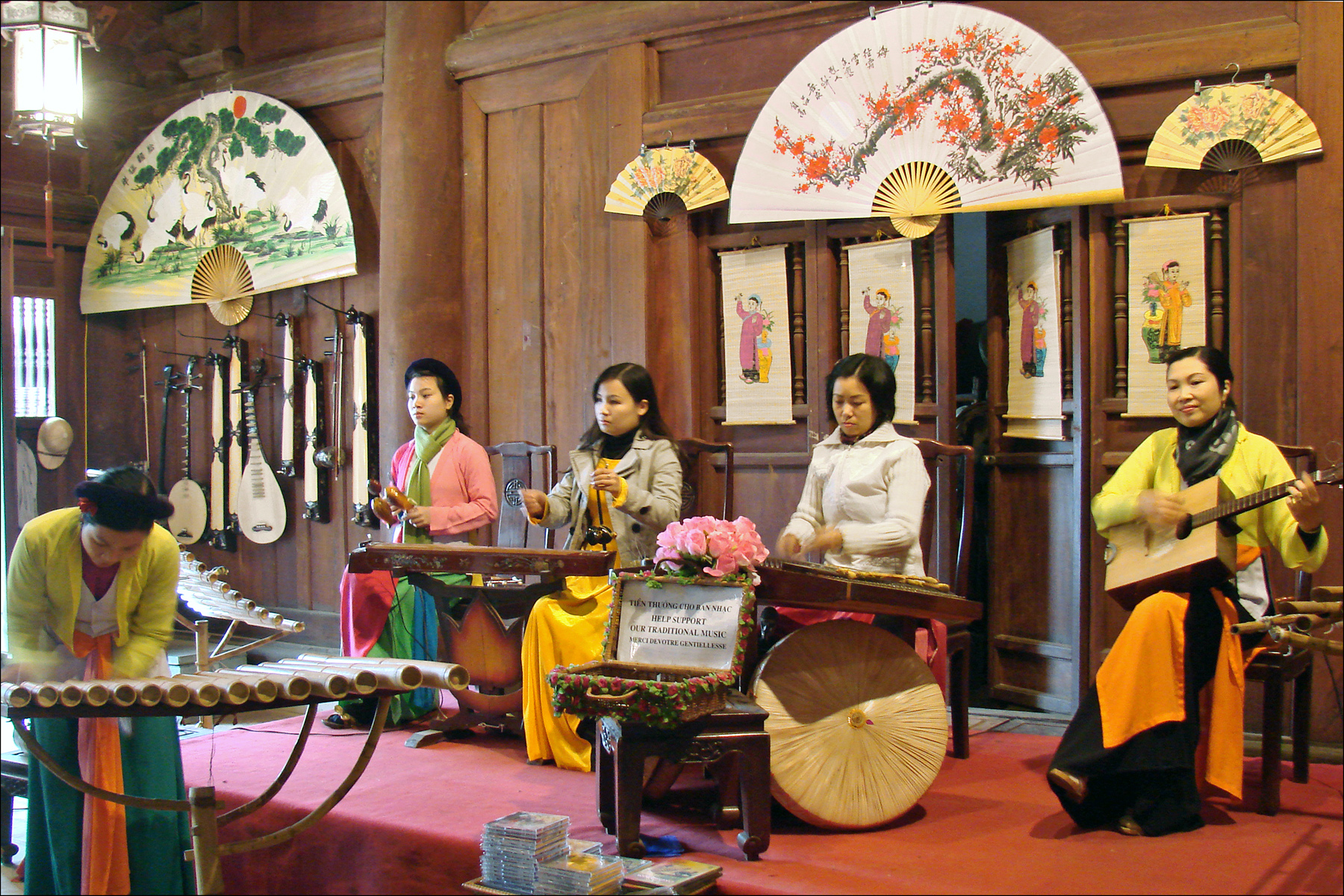
伝統音楽の演奏。文廟にて。

ベトナムの宮廷音楽はニャー・ニャック(Nhã nhạc)、ダイ・ニャック(Đại nhạc)、ティエウ・ニャック(Tiểu nhạc)、に分類される。ニャー・ニャックは"雅な音楽"(儀式の音楽)、ダイ・ニャックは"大きな音楽"、ティエウ・ニャックは"小さな音楽"(王のための室内楽)を意味している。 宮廷舞踊は、バンブ(van vu、召使の舞踊の意)とボブ(vo vu、軍の舞踊の意)の二種に分けられる。これらはそれぞれ中国の文舞と武舞に由来する。宮廷音楽は、神や孔子のような偉大な学者を称えるために、宮廷だけでなく寺院でも演奏される。
ニャー・ニャックは最も有名な宮廷音楽である。陳朝から阮朝までの間に統合され、特に阮朝時代に発達した。ニャー・ニャックとともに、ベトナム宮廷舞踊が今日まで伝承されている。宮廷舞踊の主な目的は、王の長寿と国の富を願うことである。

## 民謡
ベトナムの民謡(dân ca)は極めて多様である。クァンホ、ハット・チャウ・バン、カ・チュ、hò、hát xẩm、などの様式がある。

### チェオ

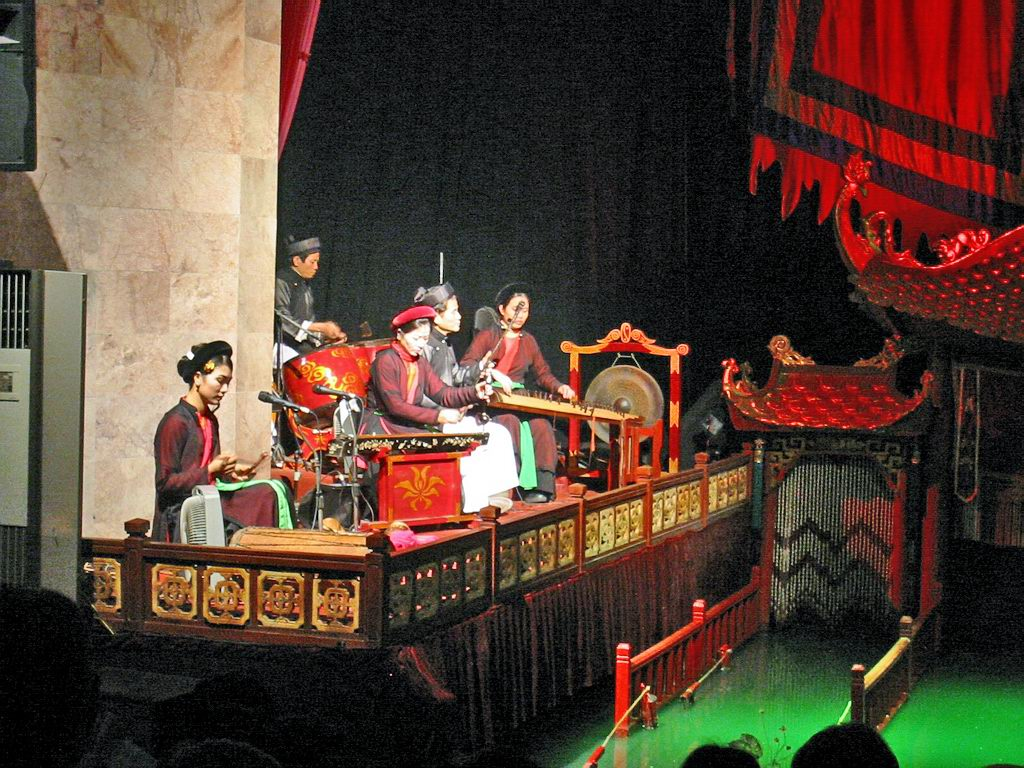
水上人形劇の伴奏をするチェオのオーケストラ

チェオ(Chèo)は、ベトナム北部で行われてきた農民による風刺的な音楽劇に由来する。それはこれまで公共の広場などの野外で、愛好家によって演じられてきた。とは言え今日では、専門の演者により屋内で演じられるものにまで高められるに至った。

### Xẩm

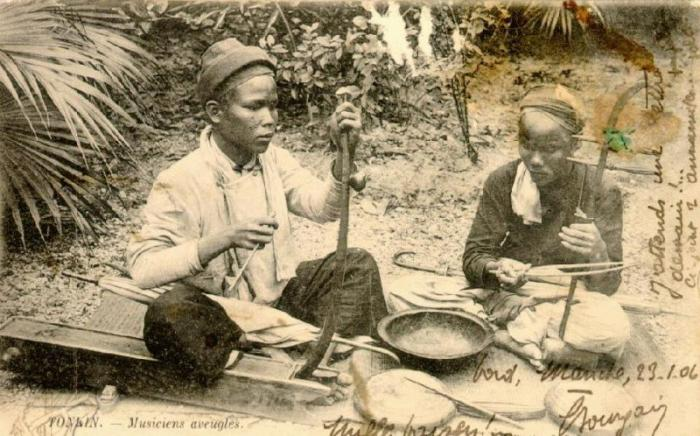
xẩmを演奏する盲目の奏者

Xẩm(Hát xẩm)とはベトナム南部の伝統民謡の一種である。今日では、絶滅寸前の音楽であると考えられている。王朝の時代には、盲者が生活費を稼ぐために公共の場で演奏するものであった。楽器はダン・バウやダン・ニー、また打楽器が用いられる。

### クァン・ホ
クァンホ(Quan họ) は、ハバク (現在のバクニン省とバクザン省)を始めとするベトナム全土にわたって人気の音楽で、数々の変種が存在する。求婚の儀式の中で、即興で独唱される。 

### ハット・チャウ・バン
ハット・チャウ・バン(Hát chầu văn、hát văn) は、 式典における祈りの音楽である。. 非常にリズミカルであり、恍惚へと誘うものである。1986年以前、ベトナム政府はHát chầu vănをはじめとする宗教的表現を規制していた。しかしその後、 Phạm Văn Tỵ.などの音楽家によって復興された。

### Nhạc dân tộc cải biên
Nhạc dân tộc cải biên は現代様式のベトナム民謡である。1956年にハノイ音楽院が創設された後に誕生した。この誕生は、西洋からの記譜法、和声法、楽器法の輸入とともに起こった。Nhạc dân tộc cải biên はしばしば伝統音楽に対して保守的な人々によって、伝統の音楽を低俗化したものであるとして批判される。

### カ・チュ
カチュ(Ca trùまたはhát ả đào)とは、女性歌手Ả Đàoが発端とされる民謡の一形態である。主に女性が歌うものである。この民謡様式は以前は売春と関係があり、1980年代に共産党政権が規制をゆるめた際に復活した。
カチュには多くの形態があり、 元々は宮廷で行われていたが、学者や上流階級の人々のためのものへと移行していった。カチュはその様式の類似性から、芸者（の音楽）に似たものであると説明されることもある。

### Hò
"Hò" は男女の対話による即興歌である。主に愛や郷土などを題材とする。カントーで盛んに行われる。

### 儀式の音楽
- Nhạc đám ma - 葬儀の音楽

## ベトナムのポピュラーミュージック
Main:ベトナムのポピュラーミュージック
ベトナムのポップミュージックは「V-POP」（あるいはVPOP。ヴィーポップ）などと略される。
英語版のV-POPの記事 も参照のこと。
さらに、vi:Thể loại:Ban nhạc rock Việt Nam（ベトナム語版ウィキペディアの ベトナムのロックバンドのカテゴリ）も参照のこと。